# Portretul ecvestru al prințului Baltasar Carlos
Portretul ecvestru al prințului Baltasar Carlos este o pictură realizată în ulei pe pânză de către artistul spaniol Diego Velázquez în perioada 1634-1635. Aceasta este un portret ecvestru al lui Baltasar Carlos, Prinț de Asturia. Acum se află în muzeul Prado din Madrid.
Velázquez a fost însărcinat să picteze o serie de portrete ecvestre pentru Salonul Regatelor, inițial o aripă a Palatului Buen Retiro din Madrid. Această lucrare a fost menită să umple golul dintre două portrete ecvestre mai mari ale părinților prințului, Filip al IV-lea și Elisabeta a Franței.
Istoricul de artă Andrew Graham Dixon descrie subiectul tabloului ca fiind „un băiețel de pe acest cal gr[su, sub un cer coborât plin de nori întunecați. Copilul pare pierdut.” Potrivit Simonei Di Nepi, calmul tânărului prinț în timp ce se află pe un cal cabrat are o semnificație politică, reprezentându-l ca un călăreț încrezător și un lider puternic. Autoritatea lui este simbolizată de sceptrul pe care îl ține, de sabia pe care o poartă și de eșarfa militară de pe pieptul său.
Grosimea extraordinară a abdomenului calului ar fi putut fi calculată de Velázquez pentru a părea normală atunci când portretul este privit de jos, potrivit lui E. Lafuente Ferrari.
Colecția Wallace are de asemenea un portret ecvestru al prințului. Acest lucru este atribuit atelierului lui Velázquez.